# Serie Nacional de Béisbol 1965-1966
La quinta temporada de la Serie Nacional de Béisbol de Cuba vio dos expansiones simultáneas: en el número de equipos y en el número de juegos. Se formaron dos nuevos equipos, Henequeneros y Centrales, y el calendario casi se duplicó de 39 a 65 juegos.
Industriales volvió a ser proclamado campeón de la liga, tras liderar el marcador con Orientales y Henequeneros siguiéndole el rastro con solo dos y tres juegos de diferencia respectivamente.
| Equipo       | JJ | JG | JP | AVE  | Dif |
| ------------ | -- | -- | -- | ---- | --- |
| Industriales | 65 | 40 | 25 | .615 | -   |
| Orientales   | 65 | 38 | 27 | .585 | 2   |
| Henequeneros | 65 | 37 | 38 | .569 | 3   |
| Occidentales | 64 | 29 | 35 | .453 | 10½ |
| Granjeros    | 64 | 26 | 38 | .406 | 13½ |
| Centrales    | 63 | 23 | 40 | .365 | 16  |